# Lagoas Park
O Lagoas Park é um parque empresarial localizado em Porto Salvo, Oeiras que reúne diversas empresas nacionais e internacionais, sendo um centro empresarial de referência a nível nacional. 

## Proprietários e Inquilinos
Atualmente, encontram-se sediadas cerca de 100 empresas  entre as quais se destacam: BMW, BP, Canon, Cisco, Colgate-Palmolive, Dell, Efacec, Epson, Iglo, Intel, McDonald's, Nike, Nobre, Oracle, Pepsico, PHC Software, Philips, Renault, Nissan, Samsung, SAP e Volvo. 
No Lagoas Park trabalham atualmente cerca 5.000 pessoas, recebendo ainda o centro empresarial 35.000 visitantes mensais. 
A 24 de Janeiro de 2018 foi noticiada a abertura de um centro tecnológico da Google no Lagoas Park. 

## Serviços
Para além dos 14 edifícios de escritórios, o centro empresarial inclui:
12 restaurantes, 1 Health Club, Hotel, Centro de Congressos bem como um Colégio, parques de estacionamento público, complexo desportivo, clínica estética.
O centro empresarial é também conhecido pelas diversas iniciativas de carácter cultural para os colaboradores das empresas residentes. Entre as quais está o Lagoas Summer Break que inclui durante dez dias, concertos gratuitos à hora do almoço. 
Pelo palco do Lagoas Summer Break já passaram artistas como: Áurea, João Pedro Pais, Tiago Bettencourt, Deolinda, The Gift (banda),  Rita Redshoes, The Black Mamba, HMB e Cuca Roseta.   